# Найден Милошев
Найден Милошев е български революционер, деец на Върховния македоно-одрински комитет и Вътрешната македоно-одринска революционна организация. По време на Илинденско-Преображенското въстание е в отряда на полковник Анастас Янков. По-късно е войвода на ВМОРО в Тетовско.